# マーティン・ドレスデン
マーティン・ドレスデン（Martijn Dresden）は、オランダのロック・ミュージシャン。
1970年に結成され、国際的に成功したオランダのロック・バンドの最古参の一つであるフォーカスの初代ベーシスト。

## 来歴
ブスム出身。祖父のセム・ドレスデンは作曲家で1945年から1949年までハーグ王立音楽院の院長を務めた。父親のアントン・ドレスデンは、バイオリ二スト、ピアニスト、指揮者。
ドレスデンはバイオリンを習い始めたが、ロック・ミュージシャンの道に進み、ベーシストとして幾つかのバンドを経験した。やがてKatholieke Radio Omroep（KRO）に出演して演奏するようになり、1969年に、同じくKROに出演していたハンス・クルフェール（ドラムス）と、クルフェールが招いたタイス・ファン・レール（キーボード、フルート、ボーカル）の３人で「トリオ・タイス・ファン・レール」を結成した。彼等はオランダの国民的な歌手であるラムゼス・シャフィのショーの伴奏を務めたほか、テレビやラジオのコマーシャル音楽を演奏して収入を得、やがて自分達のコンサートを開くようになった。
ドレスデンはファン・レールにヤン・アッカーマンという優れたギタリストの事を教え、彼を勧誘して演奏に厚みを持たせてはどうかと提案した。トリオ・タイス・ファン・レールはアッカーマンと幾つかの演奏活動で一緒になったあと彼を迎えて、4人編成の「フォーカス」になった。彼等は1969年の秋からライブ活動を行なったほか、オランダ人によるブロードウェイ・ミュージカル「ヘアー」のアムステルダム公演の伴奏を担当した。
ドレスデンは、ラジオ・ルクセンブルクの支局であるRadio Télé Music Belgique-HollandeのプロデューサーであったHubert Terheggenに、父親のつてで連絡を取った。Terheggenはフォーカスに自分の制作会社と契約を結ばせて、1970年早々にロンドンのスタジオを手配した。フォーカスはTerheggenのプロデュースによってデビュー・アルバムFocus Plays Focusを制作して、1970年9月にオランダで発表した。ドレスデンは数曲の収録曲をファン・レールと共作し、ベース・ギターとトランペットを担当した他、一曲のリード・ボーカルを担当した。
フォーカスは続いてアッカーマン作の新曲'House Of The King'を録音した。しかし、アッカーマンはファン・レールとそりが合わずに、フォーカスを脱退しようとした。'House Of The King'のシングルを発表する予定だったレコード会社は、アッカーマンとファン・レールに一緒に活動を続けるように説得した。アッカーマンはフォーカスに留まる条件として、以前在籍していたブレインボックスのメンバーだったピエール・ファン・デル・リンデン（ドラムス） と、かつてブレインボックスに迎えようとしたシリル・ハフェルマンス〈ベース・ギター、ボーカル）の二人をフォーカスに迎えることをあげた。そこでファン・レールはクルフェールとドレスデンと別れてアッカーマン達と合流して、1970年12月に新しいフォーカスを出発させた。
フォーカスを去らざるを得なくなったドレスデンは、失意の内に表舞台から姿を消した。

## ディスコグラフィ

### Met en Zonder
- Meneertje Pils / Rood En Oranje In De Schemering（1967年）[9]　7"シングル
- Now I Know / Afterbirth Of A Dream（1968年）[10]　7"シングル

### トリオ・タイス・ファン・レール
Neerlands Hoop In Bange Dagen
- Zeven Ballen En Een Piek / Elektrisch Levenslicht（1969年）[11]　7"シングル

ラムゼス・シャフィ
- Sunset Sunkiss（1970年）[12]

### フォーカス
Ramses Shaffy Met Group Focus
- The Shrine Of God / Watch All The Ugly（1969年）[13]　7"シングル

Various
- Hair (Original Amsterdam Cast)[14]

フォーカス
- Focus Plays Focus（1970年）
- シップ・オブ・メモリーズ-美の魔術- – Ship of Memories (1976年）[注釈 2][15]
- House Of The King / Black Beauty（1971年）[注釈 3]　7"シングル